# تپه قیسوند ۴
تپه قیسوند ۴ مربوط به دوره اشکانیان - دوره هخامنشی است و در شهرستان کرمانشاه، بخش مرکزی، دهستان رازآور، ۷۰۰ متری روستای قیسوند واقع شده و این اثر در تاریخ ۷ خرداد ۱۳۸۷ با شمارهٔ ثبت ۲۲۷۹۹ به‌عنوان یکی از آثار ملی ایران به ثبت رسیده است.